# 밸리 고교에서 생긴 일
밸리 고교에서 생긴 일(The Student Teachers)은 미국에서 제작된 조나단 카프란 감독의 1973년 코미디, 스릴러 영화이다. 수잔 더먼트 등이 주연으로 출연하였고 줄리 코먼 등이 제작에 참여하였다.

## 출연

### 주연
- 수잔 더먼트
- 찰스 디어콥
- 밥 해리스

### 조연
- 노라 헤프린
- 존 크레이머
- 수잔 메디건
- 조니 레이 맥키
- 딕 밀러
- 제임스 밀홀린
- 브룩 밀즈
- 척 노리스
- 로버트 필립스
- 돈 스틸
- 브렌다 슈튼